# Jacob Hufty
Jacob Hufty (* in New Jersey; † 20. Mai 1814 in Salem, New Jersey) war ein US-amerikanischer Politiker. Zwischen 1809 und 1814 vertrat er den Bundesstaat New Jersey im US-Repräsentantenhaus.

## Werdegang
Das Geburtsdatum und der genaue Geburtsort sowie Informationen zur Kindheit und Schulausbildung von Jacob Hufty sind nicht überliefert. Er arbeitete als Schmied und diente in der Staatsmiliz von New Jersey. 1793 wurde er Steuereinnehmer in Salem. Dort war er auch für die Armenfürsorge zuständig. In den folgenden Jahren arbeitete er zeitweise als Bezirksrichter. Zwischen 1801 und 1804 war er als Sheriff Polizeichef im Salem County; außerdem war er zeitweise Kreisrat. Politisch war Hufty zunächst Mitglied der von Thomas Jefferson gegründeten Demokratisch-Republikanischen Partei. In den Jahren 1804, 1806 und 1807 gehörte er dem New Jersey Legislative Council an, dem Vorgänger des Staatssenats. Von 1805 bis 1808 war er Steuereinnehmer im Salem County und Richter am Vormundschaftsgericht für Waisenkinder.
Bei den Kongresswahlen des Jahres 1808 wurde Hufty für den sechsten Sitz von New Jersey in das US-Repräsentantenhaus in Washington, D.C. gewählt, wo er am 4. März 1809 die Nachfolge von James Sloan antrat. Nach zwei Wiederwahlen konnte er bis zu seinem Tod am 20. Mai 1814 im Kongress verbleiben. Seit 1813 vertrat er dort die Föderalistische Partei, zu der er übergetreten war. In seine Zeit als Abgeordneter fiel der Beginn des Britisch-Amerikanischen Krieges. Nach seinem Tod fiel sein Abgeordnetenmandat an den in einer Sonderwahl siegreichen Thomas Bines.